# Jerzy Stanisław Jełowicki
Jerzy Stanisław Jełowicki herbu własnego – szambelan Stanisława Augusta Poniatowskiego w 1783 roku.
29 sierpnia 1792 roku złożył akces i wykonał przysięgę konfederacji targowickiej.